# Zeeheldenbuurt (Amsterdam)

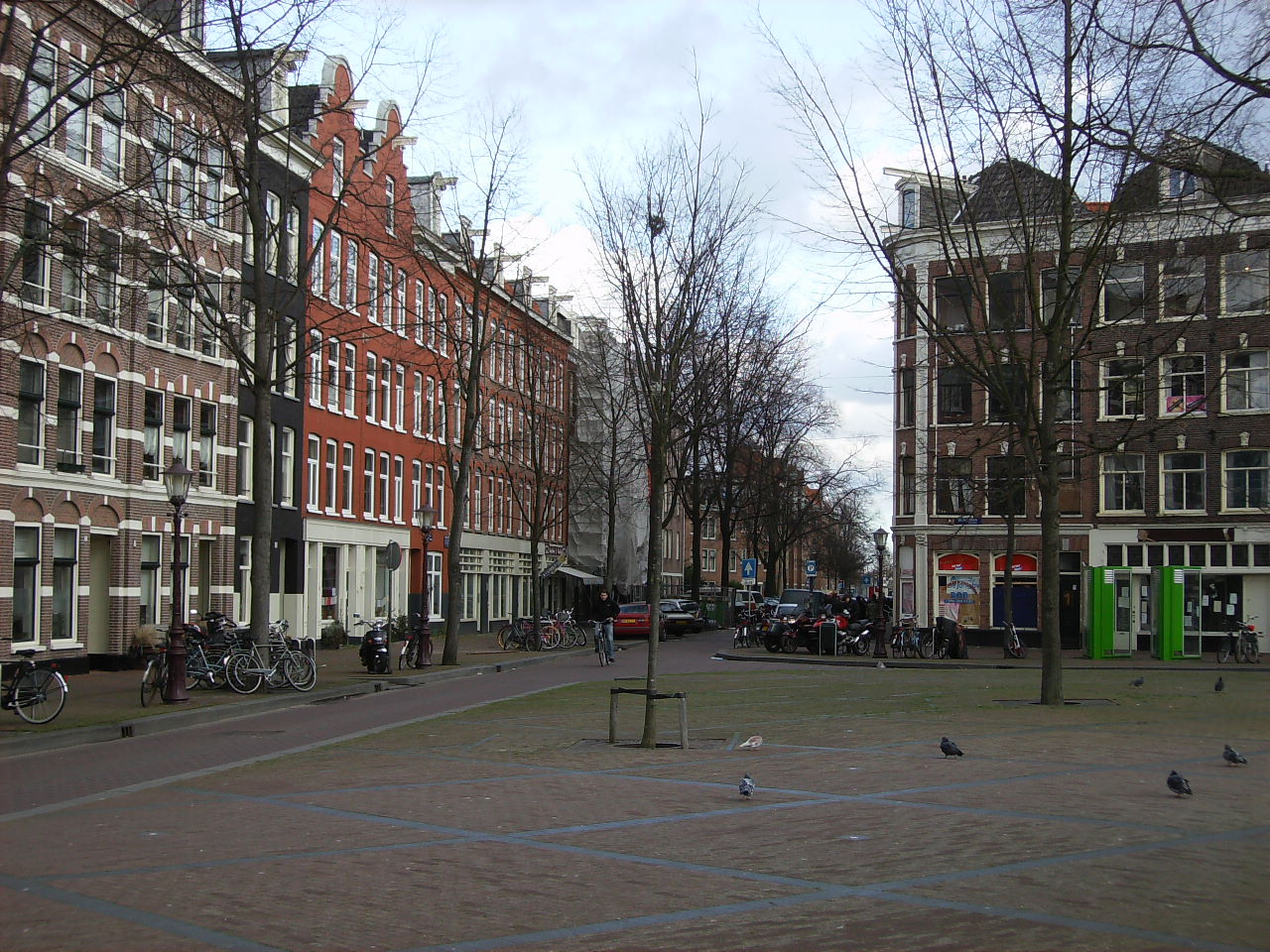
Zoutkeetsplein

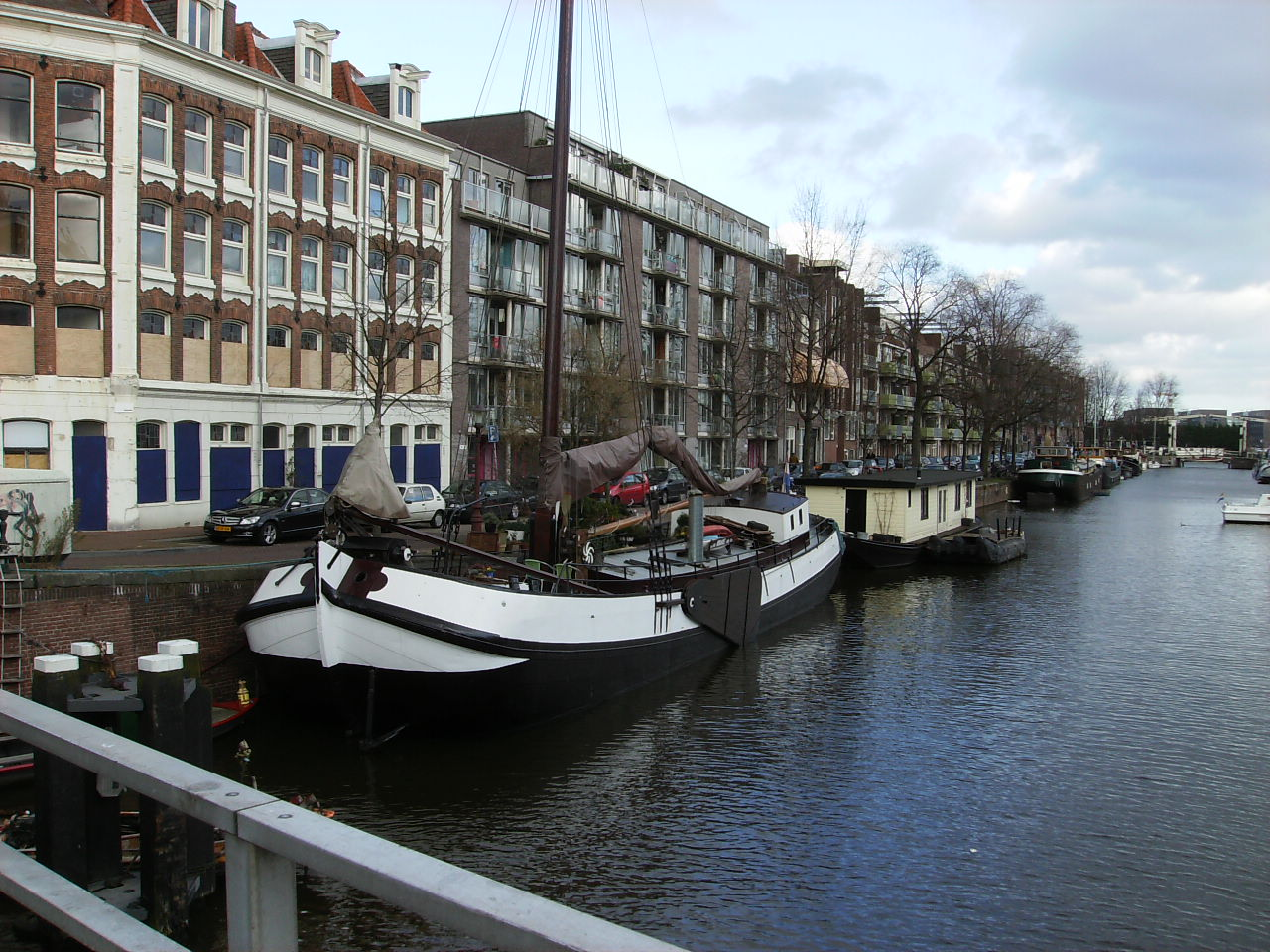
Zicht vanaf Brug nr. 318 over de Zoutkeetsgracht

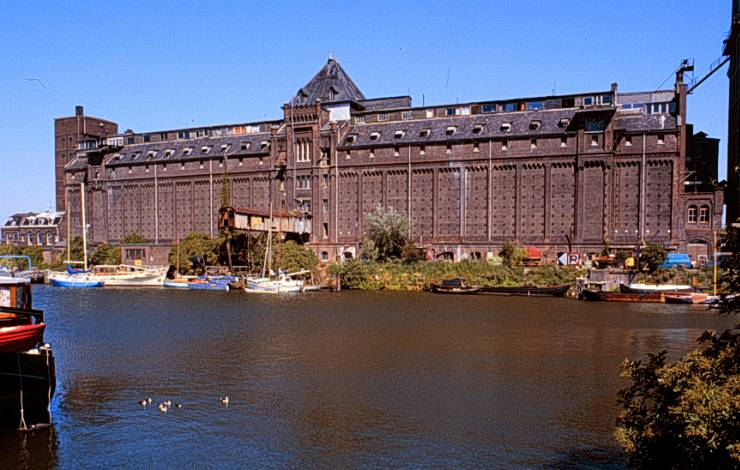
Graansilo Korthals Altes's aan de Silodam.

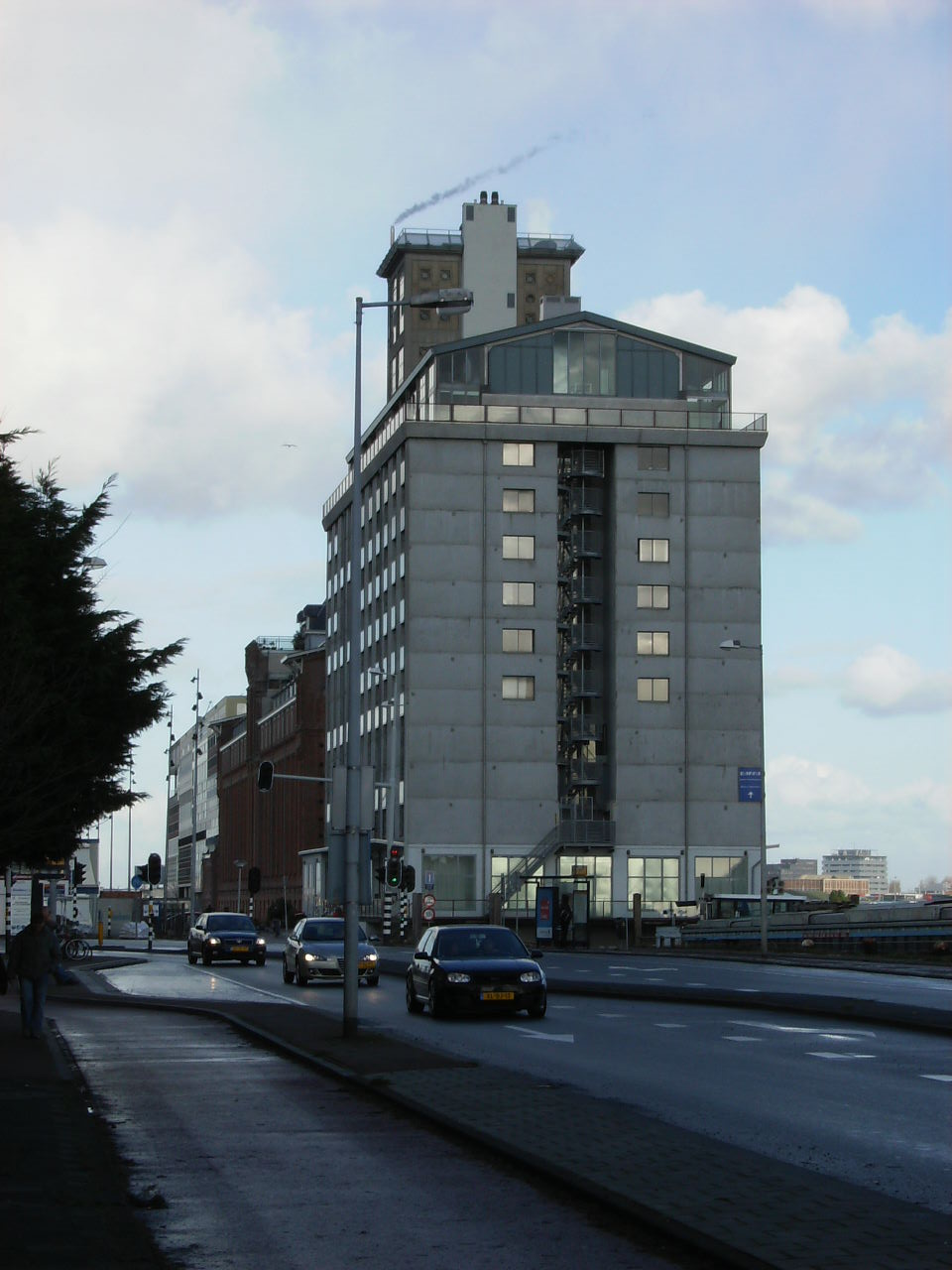
Voormalige graansilo aan de Silodam.

De Zeeheldenbuurt is een buurt in het Amsterdamse stadsdeel West, in de Nederlandse provincie Noord-Holland.
De buurt ligt aan weerszijden van het Westerkanaal, ten noorden van de Van Noordtgracht en de Zoutkeetsgracht en ten zuiden van de Oude Houthaven. Bij de Zoutkeetsgracht grenst de buurt aan de Westelijke Eilanden, aan de oostzijde aan het Westerdok en aan de westzijde aan de Spaarndammerbuurt. De Centrumring S100 doorkruist de buurt.
De buurt wordt wegens overlap in de naamgevers soms verward met de jongere en meer westelijk gelegen Admiralenbuurt en Mercatorbuurt, in de wijken De Baarsjes en Bos en Lommer, waar straten zijn genoemd naar admiraals en ontdekkingsreizigers etc.

## Geschiedenis
De eerste bebouwing van het deel van de buurt ten oosten van het huidige Westerkanaal stamt al uit de 17e eeuw. Kort na de derde stadsuitbreiding van 1613, waarbij de grachtengordel, de Jordaan en de Haarlemmerbuurt ontstonden, werden de westelijke eilanden aangelegd. De grootste daarvan, Bickers-, Realen- en Prinseneiland, behoren nu tot het stadsdeel Centrum. De kleinere eilanden die het dichtst bij het IJ lagen en geen afzonderlijke namen hebben, vormen nu samen het oudste deel van de Zeeheldenbuurt.
De eerste bebouwing van de Zeeheldenbuurt bestond uit allerlei industrie. De toenmalige bedrijvigheid, zoals scheepswerven, touwslagerijen en leerlooierijen, kwam in de verdrukking door de oprukkende bebouwing, waardoor de stadsrand steeds verder opschoof. vanwege het grote brandgevaar van veel industrie, bijvoorbeeld teer- en pekstokerijen, was het niet wenselijk dat de bedrijvigheid op de oude plek in de stad bleef. Bovendien wilden de scheepswerven steeds grotere schepen kunnen bouwen.
In 1625 gaf het stadsbestuur toestemming tot het aanleggen van bokkinghangen op een plek niet ver van waar nu het Barentszplein is.
In de 18e en 19e eeuw was het een buurt met veel bedrijvigheid. De aan de noordzijde recentere pakhuizen aan de Van Diemenstraat ('t Veem) en de aan de zuidzijde gelegen Zoutkeetsgracht zijn daar de nu nog bestaande getuigen van. Zoutketen waren er al in de 17e eeuw.
Aan het einde van de Houtmankade lag het bolwerk Blauwhoofd met daarop een molen. Daar had men een prachtig uitzicht op het IJ, met aan de overkant de Zaan en Waterland. In 1843 werd begonnen aan de aanleg van het eerste parkje in Amsterdam aan beide kanten van de Willemspoort. Later werd het Westerplantsoen nog groter, maar lang duurde deze mooie omgeving in de buurt niet. In verband met het graven van het Westerkanaal als onderdeel van Plan Kalff moest het park verdwijnen en ontstonden er aan weerszijden van het kanaal de nieuwe woonwijken. Aan de Dirk Hartoghstraat werden ook met steun van de gemeente de eerste woonblokken gebouwd van de Amsterdamsche Vereeniging tot het bouwen van Arbeiderswoningen.
De fotopionier en portretfotograaf Jacob Olie, die op de Westelijke Eilanden woonde, maakte tussen 1860 en 1905 veel foto's van dit gebied.
Later is de bedrijvigheid in de buurt afgenomen en is het vooral een woonbuurt geworden. Een uitzondering hierop vormen de pakhuizen aan de Van Diemenstraat en het gebouw van de Architectengroep; dit is een concentratie van kantoren, ambachtelijke bedrijven en ateliers voor kunstenaars.
Aan de noordzijde, bij de graansilo Korthals Altes, is rond 2000 het door MVRDV ontworpen appartementencomplex 'De Silodam' gerealiseerd en ligt in het gebied 'Houthavens Oost').

## Straatnamen
De straten zijn vernoemd naar zeehelden en ontdekkingsreizigers. In het Bijvoegsel van dagblad De Tijd van 5 november 1878 werd bericht dat in stuk 433 gericht aan B en W een aantal straatnamen in de Buurt VV en Buurt WW is voorgedragen:
- Willem Barentsz (1550-1597), Nederlands zeevaarder en ontdekkingsreiziger
- Willem IJsbrantsz. Bontekoe (1587-1657), bekend van door Johan Fabricius tot jongensboek bewerkt scheepsjournaal
- Jan Pieterszoon Coen (1587-1629), medewerker van de VOC, voor een belangrijk deel verantwoordelijk voor de oppermacht van de Nederlanders in Nederlands-Indië.
- Antonio van Diemen (1593-1643), gouverneur-generaal van Nederlands-Indië
- Dirk Hartogh (1580-1621), Nederlandse ontdekkingsreiziger die als eerste Europeaan de westkust van Australië zag
- Jacob van Heemskerck (1567-1607), Nederlands ontdekkingsreiziger die met Barentsz overwinterde op Nova Zembla
- Cornelis de Houtman (1565-1599), Nederlands ontdekkingsreiziger, die als eerste Nederlander naar Indië voer
- Jan Huygen van Linschoten (1563-1611), Nederlands koopman die aan de wieg heeft gestaan van de 17e-eeuwse zeevaart naar Azië
- Jacob le Maire (1585-1616), Nederlands ontdekkingsreiziger; ontdekte de zeestraat bij Kaap Hoorn
- Jacob Cornelisz van Neck (1564-1638)
- Aert van Nes (1626-1693), Nederlands marineofficier uit de 17e eeuw
- Petrus Plancius (1552-1622), Nederlands astronoom, cartograaf en predikant
- Jacob Roggeveen (1659-1729), Nederlands ontdekkingsreiziger die werd uitgezonden het Zuidland te vinden, maar toevallig Paaseiland ontdekte
- Abel Tasman (1603-1659), Nederlands ontdekkingsreiziger, ontdekker van Tasmanië en Nieuw-Zeeland

De overige namen in deze buurt hebben grotendeels te maken met werk op de in die buurt gelegen scheepswerven en andere bedrijfstakken.

## Woningen en grondbezit

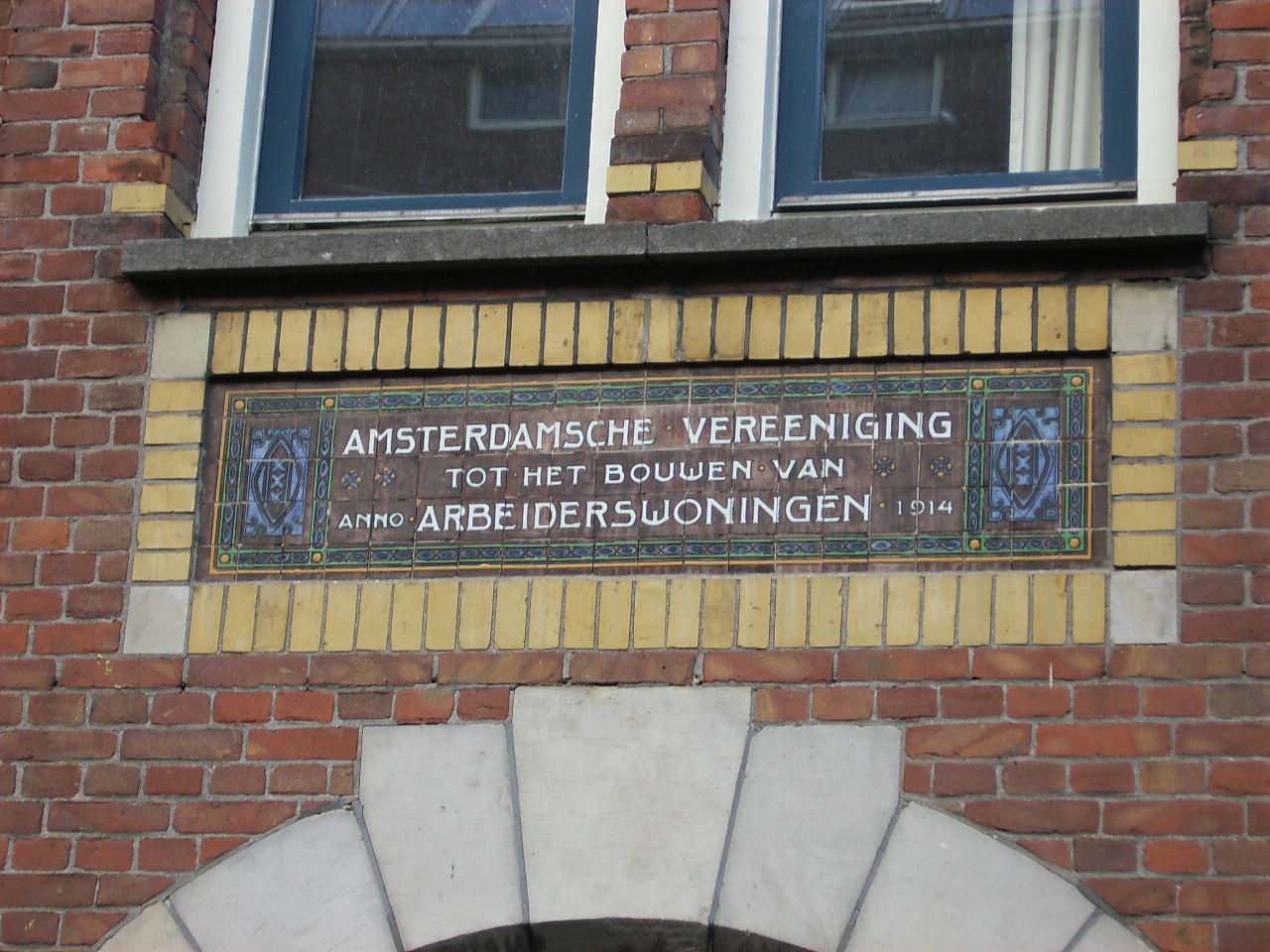
Tegeltableau van het complex arbeiderswoningen aan de Barentszstraat

Veel van de bebouwing is 19e- of vroeg-20e-eeuws. Veelal zijn de arbeiderswoningen gebouwd door de Amsterdamsche Vereeniging tot het bouwen van Arbeiderswoningen.
De woningen zijn zowel huurwoningen als koopwoningen die beschikbaar zijn in verschillende prijssegmenten van eenvoudig tot luxe. De oudere woningen zijn vaak klein. De huurwoningen zijn veelal in handen van woningcorporaties, zoals Eigen Haard.
Bij renovaties vanaf ongeveer het jaar 2000 worden wel woningen gecombineerd om zo het aanbod te differentiëren. Daarnaast vindt sindsdien ook verkoop van voormalige huurwoningen plaats om daarmee een ander type bewoners aan te trekken. Het huurcomplex wordt in zo een geval door middel van een splitsingsakte gesplitst. De corporatie heeft in die gevallen een belangrijke rol in de Vereniging van Eigenaren.
De grond in dit deel van West is veelal door de gemeente in erfpacht uitgegeven.

## Openbaar vervoer
De buurt is bereikbaar met diverse tram- en buslijnen en veerdiensten:
per stadsbus:
- Lijnen 18, 21 en 22 (halte Haarlemmerplein) en lijn 48 van het Amsterdams busnet.

per tram:
- Tramlijn 3 heeft haar eindhalte aan de keerlus bij de Korte Zoutkeetsgracht.

per veerpont:
- Het GVB vaart sinds 2007 met het Houthavenveer vanaf de Pontsteiger naar het NDSM terrein aan de noordzijde van het IJ. Daarnaast is er een al veel langer bestaande dienst vanaf de Pontsteiger naar de Distelweg, eveneens in Noord, het Distelwegveer.

## Afbeeldingen

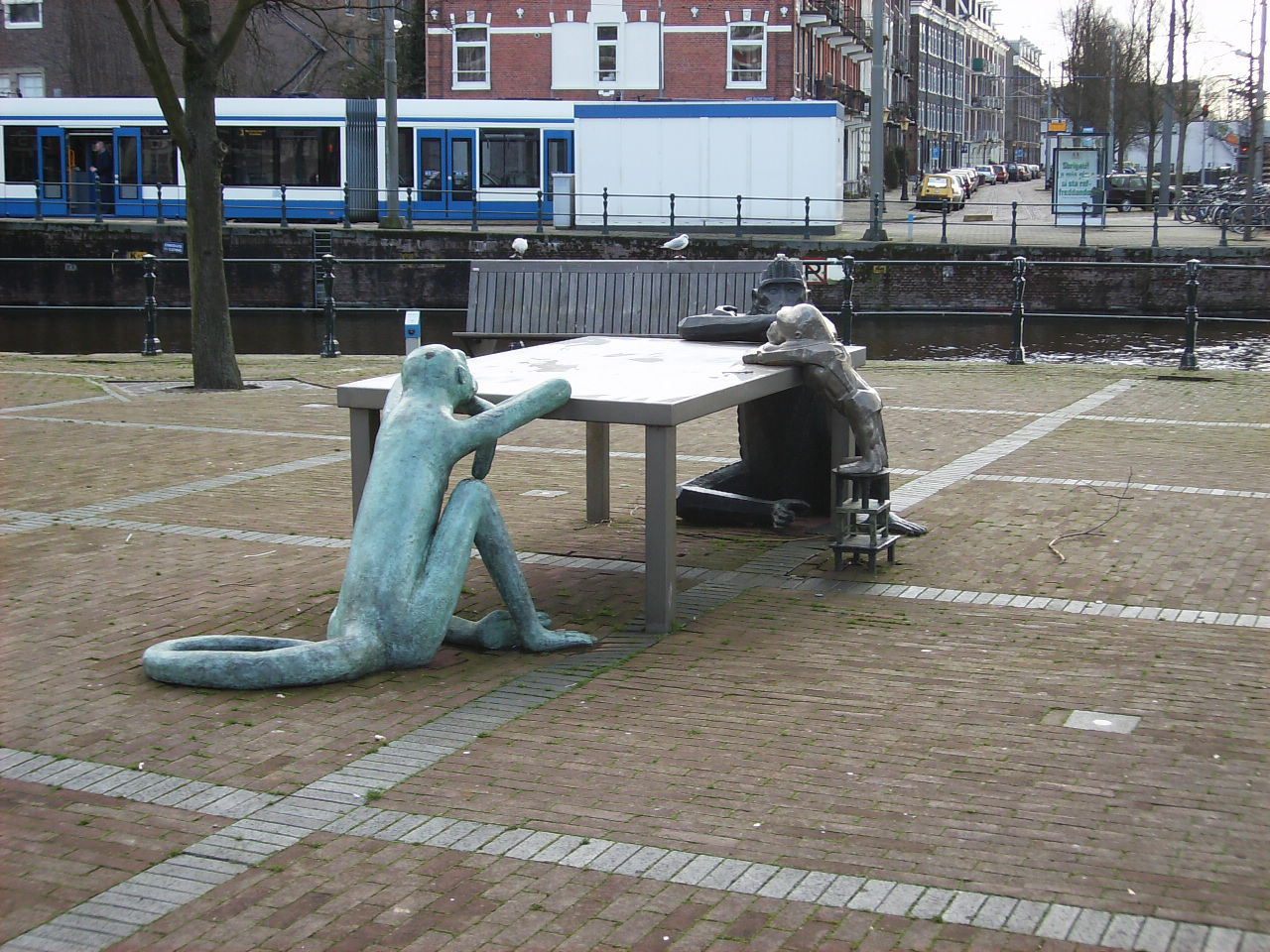
Inrichting openbare ruimte Zoutkeetsplein
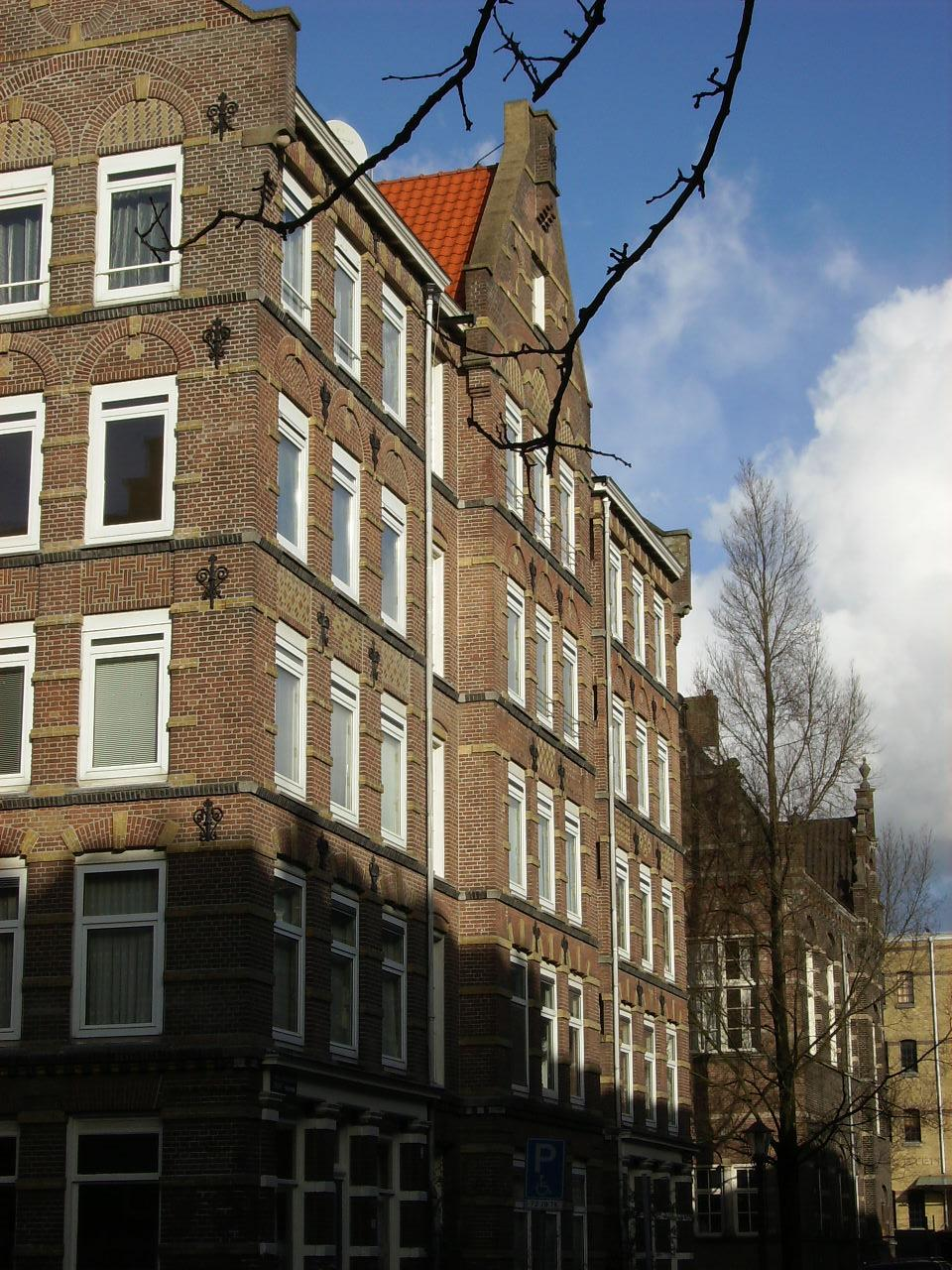
Woonblok I aan de Van Linschotenstraat (1883)
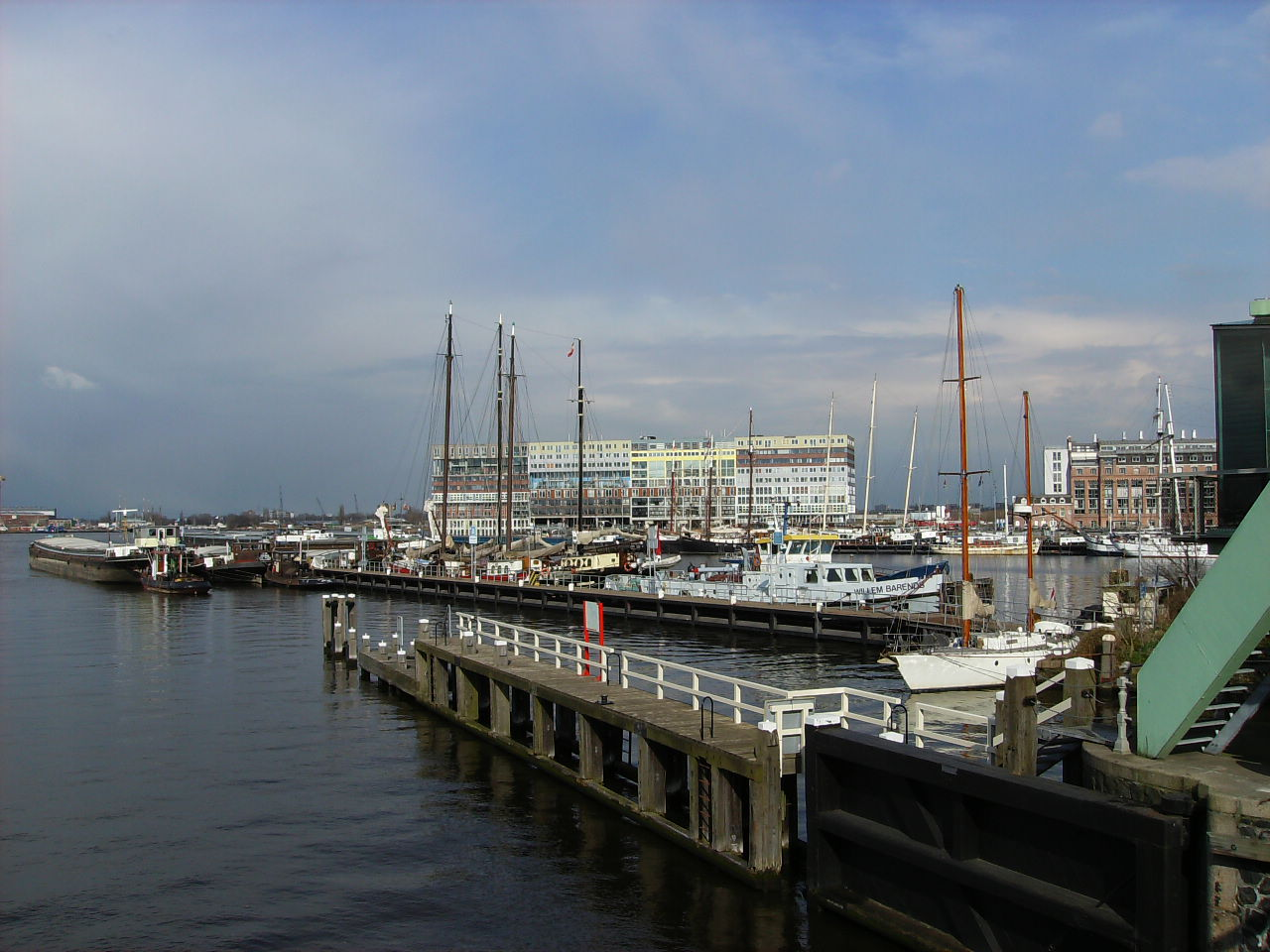
Silodam gezien vanaf Westerkeersluis
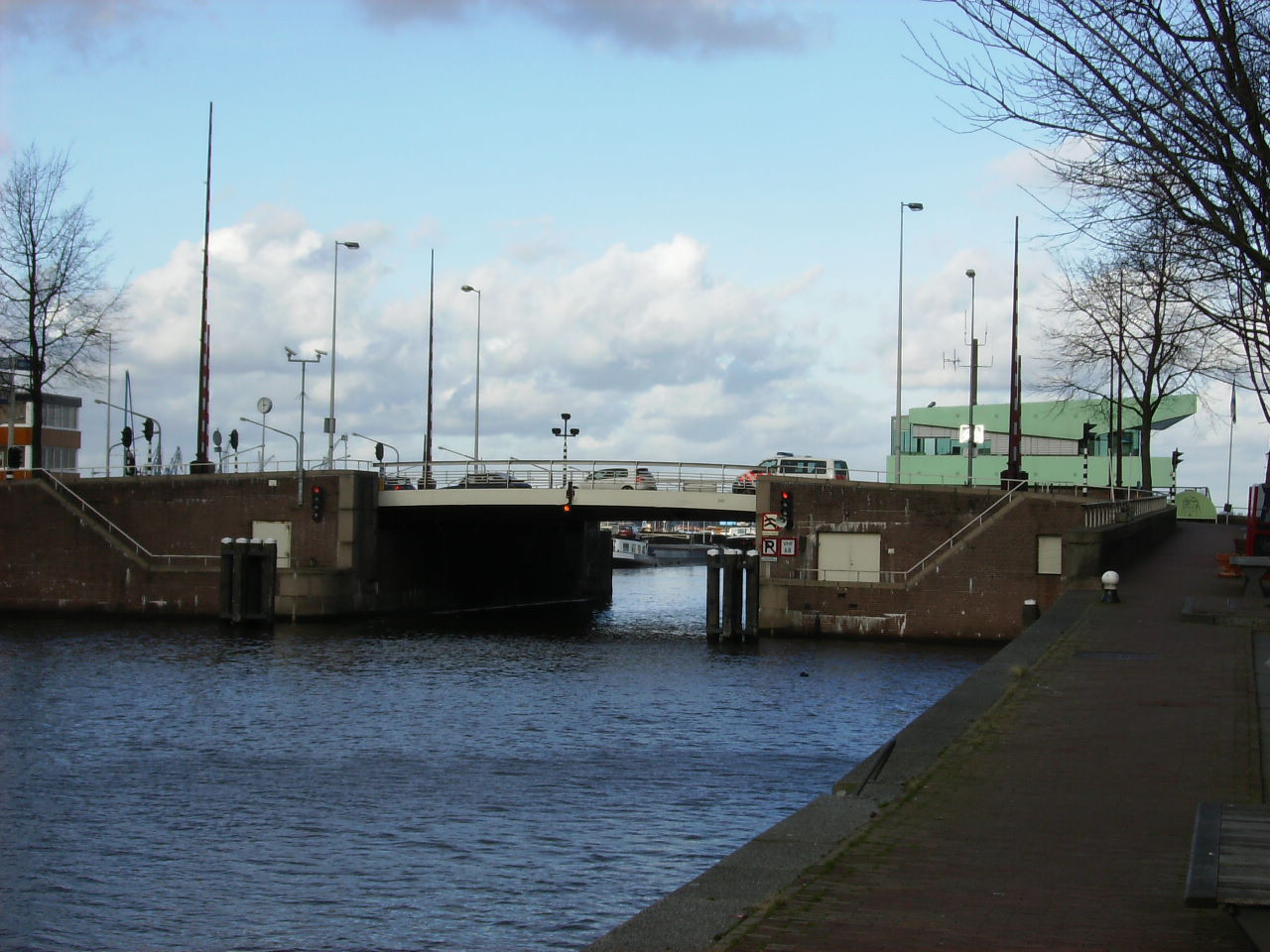
Brug 346 Westerkeersluis, Van Diemenstraat - Westerkanaal
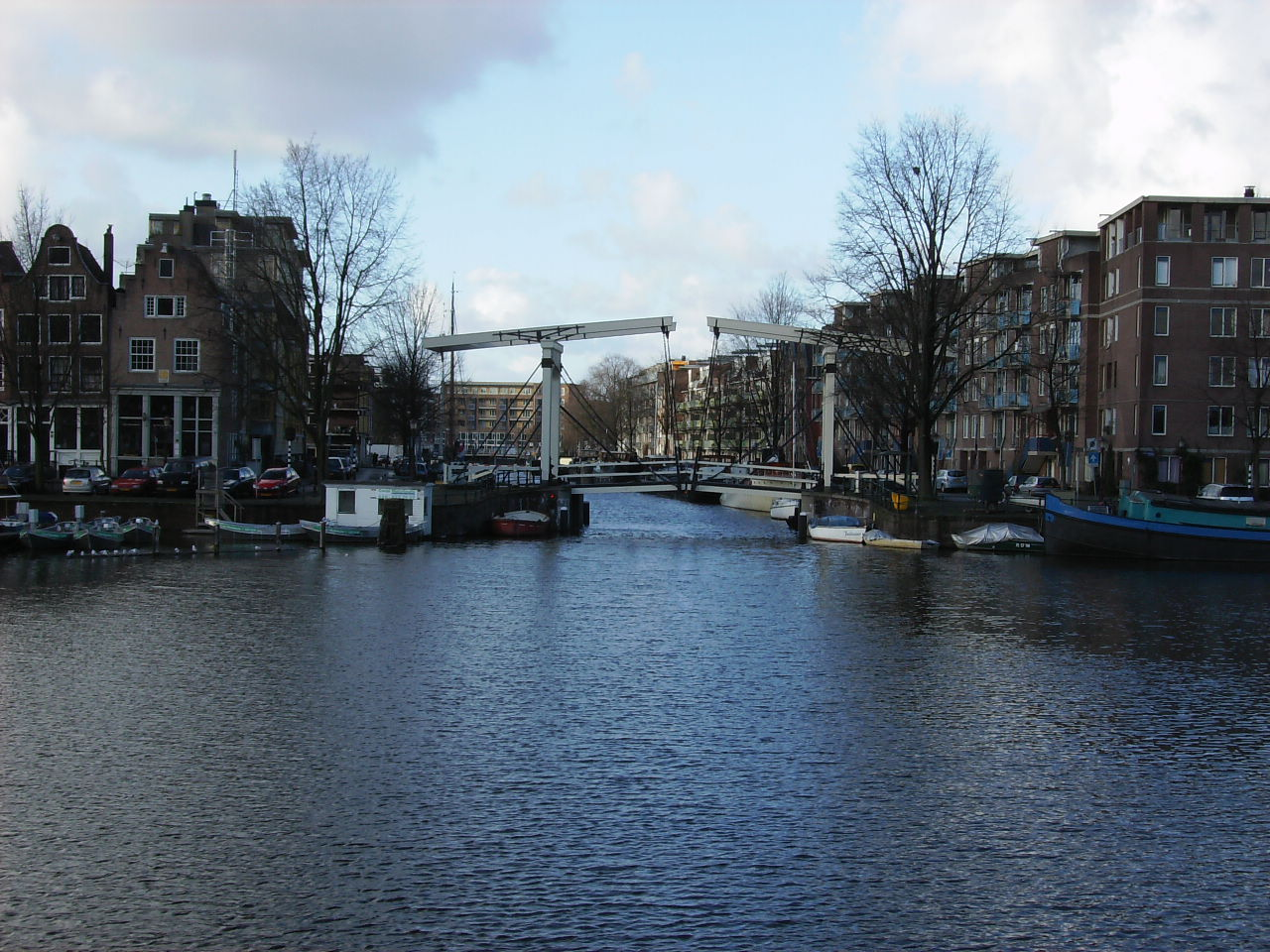
Brug 317 Petemayenbrug, verbinding Zeeheldenbuurt naar Realeneiland bij de Zandhoek
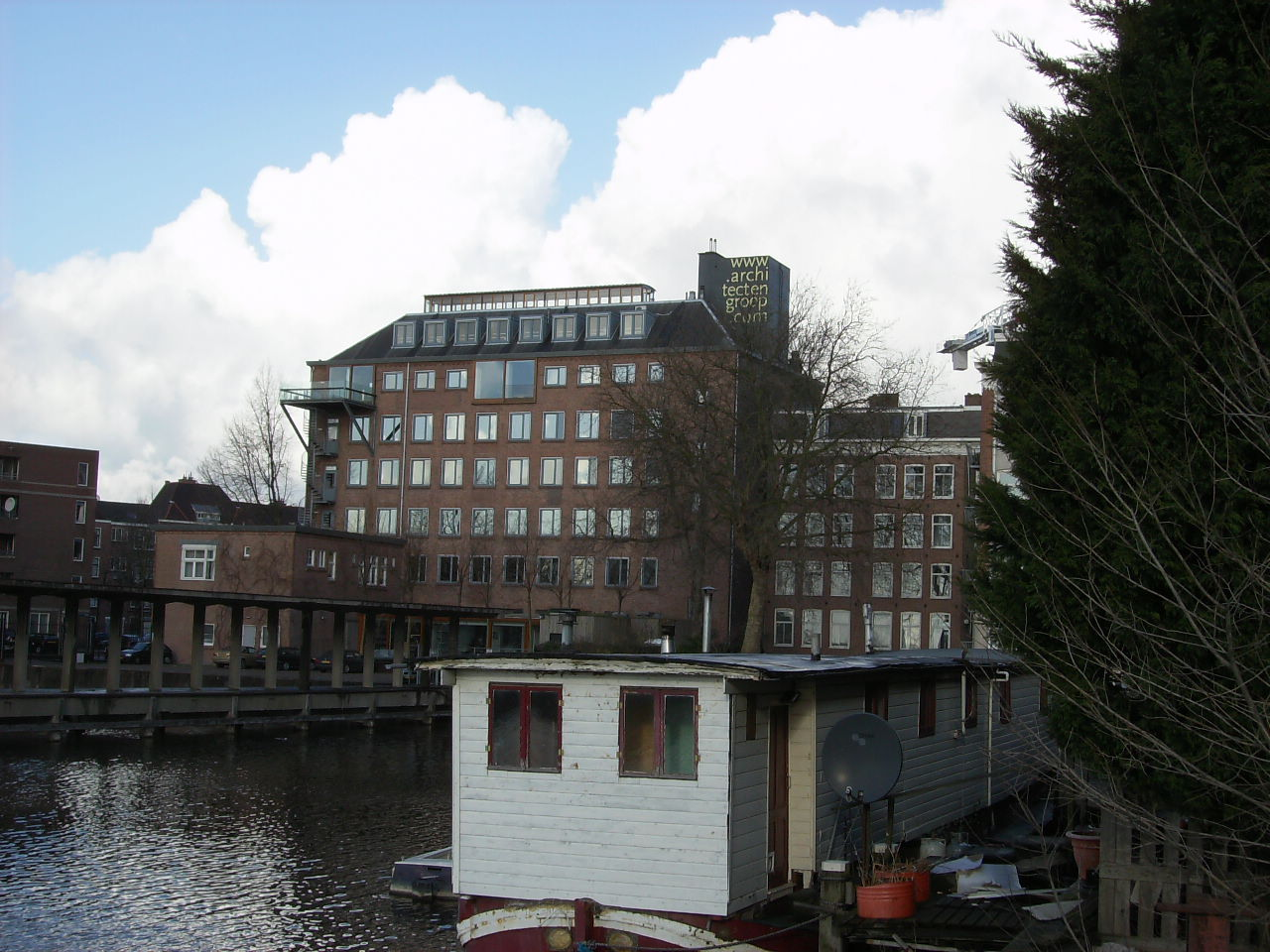
Gebouw Architectengroep, gezien vanaf Westerdok